# Президентские выборы в США (1808)
На президентских выборах в США 1808 года кандидат от Демократическо-республиканской партии Джеймс Мэдисон одержал победу над претендентом от Федералистской партии Чарльзом Пинкни. Джеймс Мэдисон был государственным секретарём в администрации президента Томаса Джефферсона. Чарльз Пинкни уже представлял Федералистскую партию на предыдущих выборах 1804 года, и стал вторым (после Джефферсона) политиком, вновь ставшим одним из основных кандидатов в президенты после поражения на выборах, правда, в отличие от Джефферсона, Пинкни президентом так и не стал. Джордж Клинтон, второй кандидат от Демократическо-республиканской партии, получил голоса республиканцев, выступавших против Мэдисона.

## Выборы

### Результаты
| Кандидат       | Партия                                | Кол-во голосов | Кол-во голосов | Выборщики |
| Кандидат       | Партия                                | Количество     | %              | Выборщики |
| -------------- | ------------------------------------- | -------------- | -------------- | --------- |
| Джеймс Мэдисон | Демократическо-республиканская партия | 124 964        | 64,97%         | 122       |
| Чарльз Пинкни  | Федералистская партия                 | 60 976         | 31,70%         | 47        |
| Джордж Клинтон | Демократическо-республиканская партия | —              | —              | 6         |
| Джеймс Монро   | Демократическо-республиканская партия | 5 618          | 2,92%          | 0         |
| Всего          | Всего                                 | 192 334        | 100%           | 175       |

## Факты
Это был первый случай на выборах в США где сменился президент, но остался прежний вице-президент.